# ガンマ線滅菌
ガンマ線滅菌（ガンマせんめっきん）は、電磁波・放射線の一種であるガンマ線を照射して滅菌を行う方法。

## 概要
ガンマ線滅菌は、60Coや137Csなどがガンマ崩壊するときに放出されるガンマ線のガンマ線が生物に与える影響を利用して滅菌する。照射するガンマ線のエネルギーを極端に強めない限り、照射対象が新たに放射能を持つ放射化は無視できるほど小さい。照射対象の材質を大きく損なうことがなく、薬品による滅菌に伴う有害物質の残留もないことから、医療機器や無菌動物の飼料に用いられている方法である。しかしながら、ガンマ線滅菌に限らず放射線を用いた滅菌では金属類以外では必ず材質劣化があることから材質劣化が問題とならない範囲内で照射しなければならない。

## 手法
放射性物質の管理、放射線の管理、放射線遮蔽設備などの大規模な設備を必要とするが、オートクレーブによる加圧蒸気滅菌や酸化エチレン（エチレンオキサイド）によるガス滅菌に比べて滅菌自体は安価に行える。21世紀現在の日本国内には10箇所ほどの大規模照射施設がある。
線源としてはコバルト60などが用いられる。照射方法としてはベルトコンベアーによって照射室に入り、一定時間後に外へ出て、そのまままた照射室に入るという動作を一定の吸収線量（単位はGy（グレイ））になるまで繰り返すインクリメンタル照射や、照射室内に置いて照射を受ける静置照射などがある。医療用滅菌では25kGy～35kGyが照射される。

## 用途
他の滅菌方法に比べ安価で材質を大きく痛めることも無いことから、ディスポーザブル（使い捨て）注射針などの使い捨て器具によく用いられる。
滅菌とはやや異なるが輸血後移植片対宿主病 (Post Transfusion-Graft Versus Host Disease, PT-GVHD) の原因となる血液製剤内のリンパ球を不活性化するために、ガンマ線照射を行うことでその予防を図っている。